# Manilkara huberi
La masaranduba, níspero, sapotilla (Manilkara huberi) es una especie del género Manilkara perteneciente a la familia de las sapotáceas. En Cuba se llama jaimiqui.(Níspero) en casi todo el centro y oriente del país.

## Distribución geográfica
Es nativa de una gran área del norte de Sudamérica, América Central, Antillas, de hasta 800 m s. n. m. Produce látex de su savia, que es comestible.

## Descripción
Es un árbol grande, alcanzando 10 m de altura, aunque cultivado no supera los 4 metros . Las hojas son grandes, alternas, elípticas, amarillas en el envés, enteras, de 1-2 dm de largo, con el ápice retuso y emarginado. Las flores son hermafroditas, en fascículos, poco pedicelo, blancas, 3-3-sépalos. Fruto drupa amarilla, ovoide,  de 3 cm de diámetro, comestible; conteniendo una (ocasionalmente dos) semillas.

## Usos
Su látex se extrae de la misma manera como se hace con la savia del Hevea brasiliensis o árbol de la goma. Luego se seca formando una goma inelástica. Es de muy inferior calidad a la gutapercha (producida por un árbol asiático muy emparentado).
A veces se lo usa para producir la cobertura de pelotas de golf. Es muy bueno pero dura poco en las pelotas de golf, necesitando un nuevo recubrimiento, seguido. Aun así son favoritas en torneos.
Se produce mucho en los bancos del río Amazonas y en sus tributarios, como el Içá. Es también muy importante árbol para madera en Puerto Rico.
Tiene madera muy dura, roja, para mueblería, material de la construcción, durmientes. Es tan densa que no flota en el agua. Para clavar es necesario perforar antes un orificio, por donde va a pasar el clavo. Su peso específico es de 0,85–0,95 g/cm³ .
El fruto, parecido al de su pariente sapodilla (Manilkara zapota), es comestible, con excelente sabor, extraordinario para la preparación de postres.

## Sinonimia
- Manilkara jaimiqui (C.Wright ex Griseb.) Dubard
- Mimusops huberi Ducke
- Mimusops jaimiqui C.Wright ex Griseb.[2][3]